# Amarna Grab 3
Bei dem Grab 3 in der Nekropole der mittelägyptischen Stadt Amarna handelt es sich um das Grab des Ahmose, der als Vorsteher der Torwache und Domänenvorsteher der Domäne des Echnaton ein hoher Beamter am königlichen Hof in Achet-Aton war.

## Beschreibung
Die Grabanlage des Ahmose besteht nur aus einer in den Felsen gehauenen Grabkapelle. Es gibt keine unterirdische Grabkammer, da die Anlage offensichtlich nie fertig gestellt wurde. Die Dekoration des Grabes ist zum Teil als versenktes Relief ausgeführt, einige Szenen sind jedoch nur in Umrissen gemalt, sind also auch nie fertig gestellt worden. Die Kapelle besteht aus einer langen Halle, deren Westwand dekoriert ist. Es folgt eine Querhalle und dahinter befindet sich eine Nische mit einer Statue des Grabherren. Die Tür an der Fassade des Grabes ist mit Darstellungen des Ahmose in Beterhaltung dekoriert. Hier finden sich im Zentrum direkt über der Tür die Namen des Sonnengottes Aton, des Echnaton und seiner Gemahlin Nofretete. Darauf folgt ein kleiner Durchgang, der zur langen Halle führt. Auf beiden Seiten findet man hier ein Bild des Ahmose und einen langen Hymnus an den Sonnengott Aton. Die Westwand in der langen Halle zeigt den Tempel des Aton, es folgen Reihen von Soldaten, die auf den Tempel zu marschieren und das königliche Paar Echnaton und Nofretete begleiten. Das Paar ist auf einem Streitwagen dargestellt, während sie sich küssen. Diese Szene ist nur in Umrissen gemalt und deshalb schlecht erhalten. Auf derselben Wand finden sich schließlich noch die Darstellung des königlichen Palastes und das königliche Paar beim Essen.

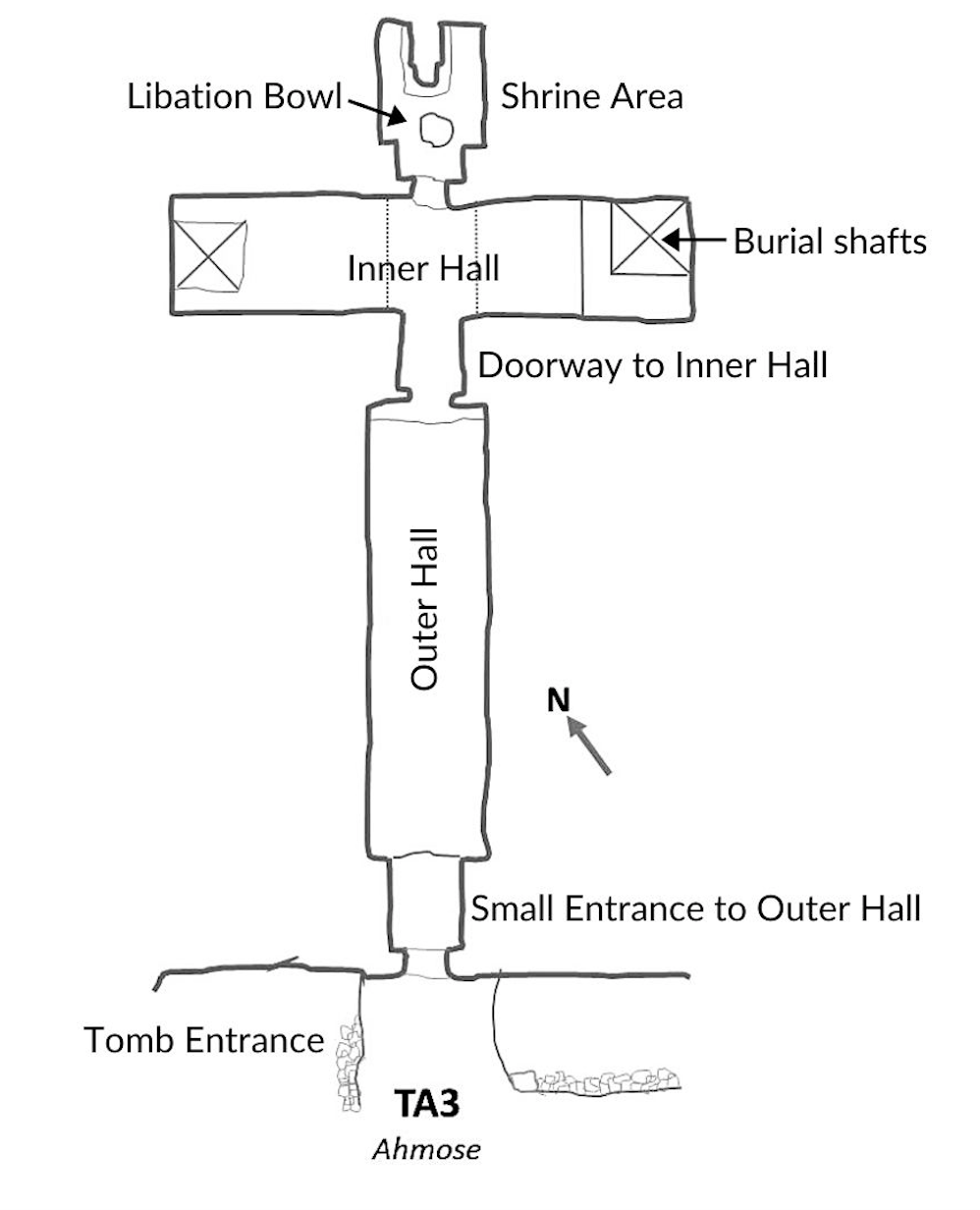
Plan der Grabanlage
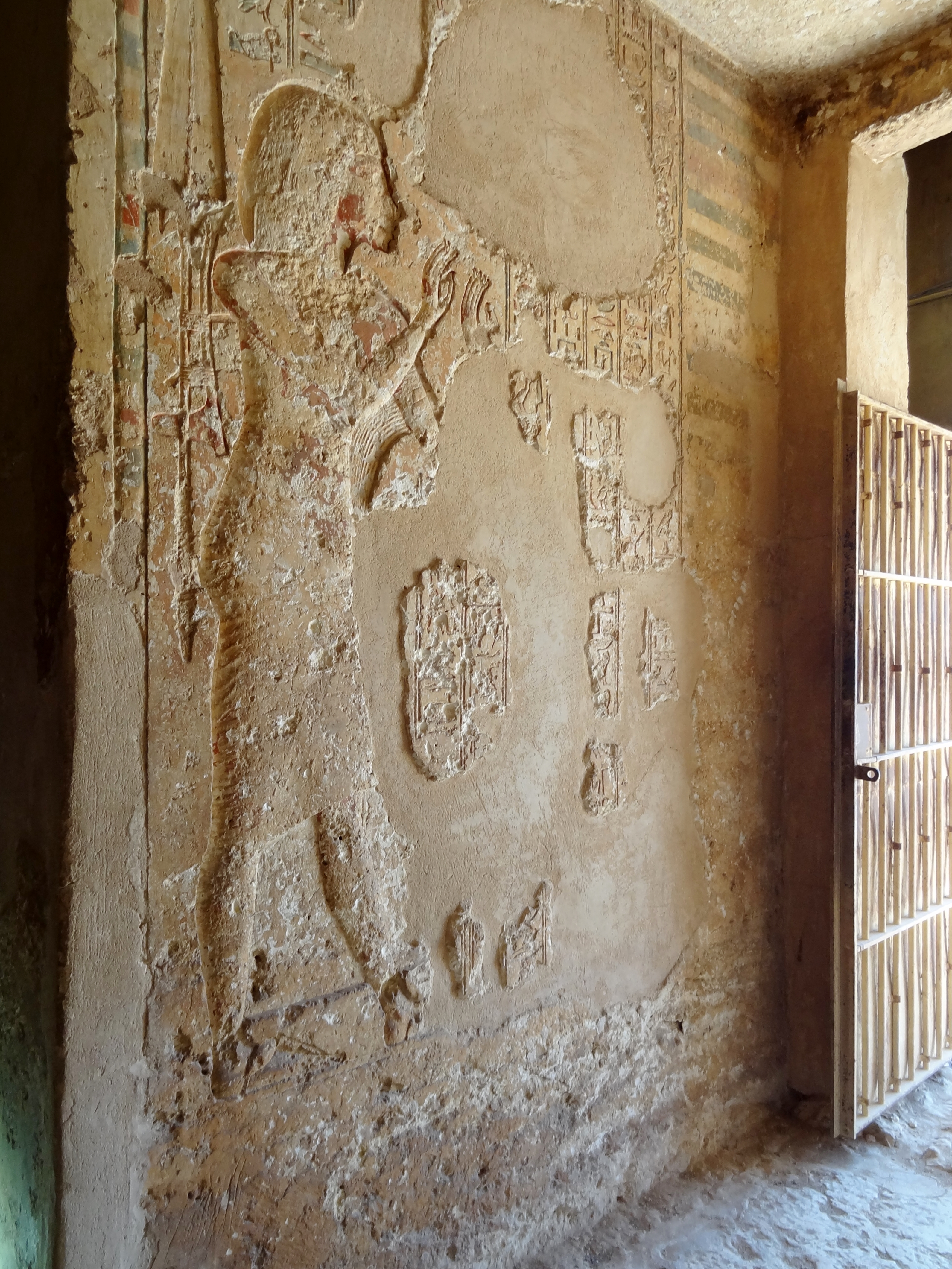
Ahmose am Eingang des Grabes
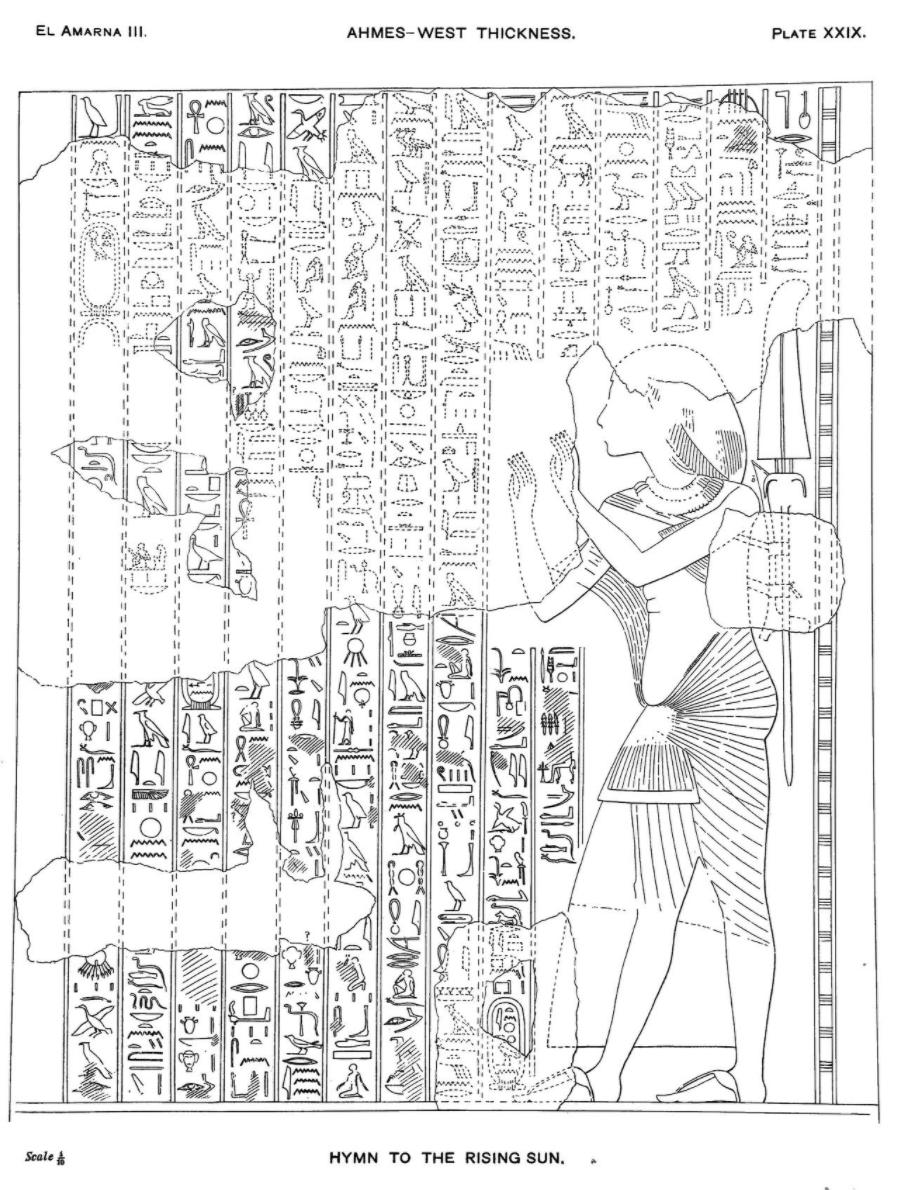
Hymnus an den Sonnengott Aton
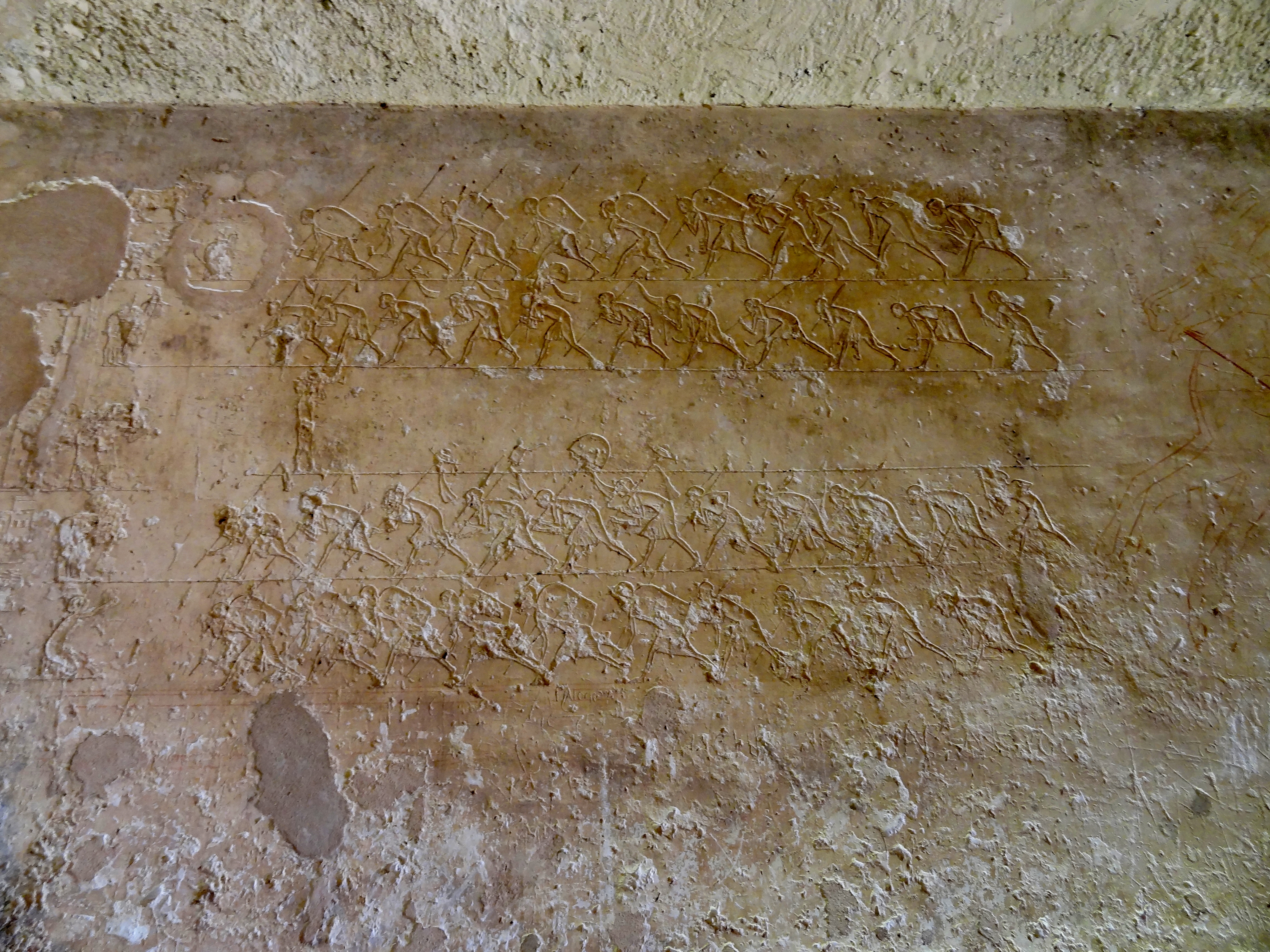
Soldaten
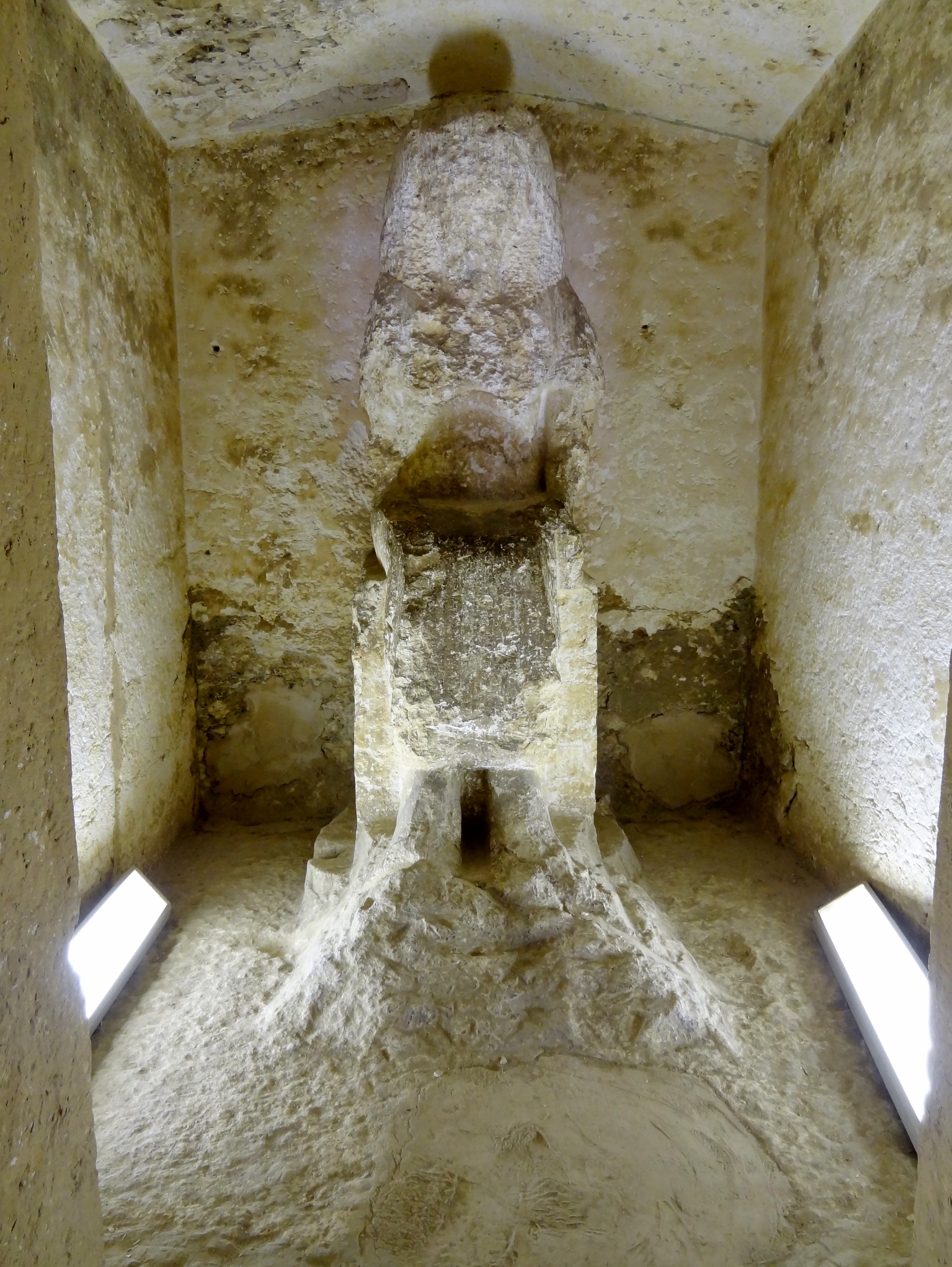
Statue des Ahmose